# 維諾
維諾（英語：Weno）是西太平洋島國密克羅尼西亞聯邦的島嶼，也是楚克州的首府，屬於加羅林群島中楚克群島的一部分，面積18.8平方公里，最高點海拔高度364米，每年平均降雨量3,543毫米，島上2007年人口17,915。

## 外部連結
- National Government of the Federated States of Micronesia  （页面存档备份，存于）